# ساول لورينزو ريفيرو
ساول لورينزو ريفيرو (بالإسبانية: Saúl Rivero) هو مدرب كرة قدم ولاعب كرة قدم أوروغواياني في مركز الوسط، ولد في 23 يوليو 1954 في مونتفيدو في الأوروغواي. شارك مع منتخب الأوروغواي لكرة القدم. أما مع النوادي، فقد لعب مع بنيارول وذي سترونغيست ونادي ليفربول ونادي نيكاكسا وناسيونال مونتيفيديو.

## وصلات خارجية
- ساول لورينزو ريفيرو على موقع قاعدة بيانات كرة القدم.إي يو (الإنجليزية)
- ساول لورينزو ريفيرو على موقع ناشيونال فوتبول تيمز (الإنجليزية)